# Autoroute A 432
Die Autoroute A 432 (Abkürzung: A 432) ist eine französische Autobahn, die nordöstlich vom Ballungsraum Lyon die Ringstraße Rocade Est (A 46) bei Les Échets mit dem Flughafen Lyon Saint-Exupéry und der Autoroute de la Murienne (A 43) bei Saint-Laurent-de-Mure verbindet. Sie bildet somit auf gesamter Länge eine erweiterte Osttangente und ist damit Teil einer gedachten dritten Ringstraße von Lyon. Insgesamt hat sie eine Länge von 33,0 km.

## Verlauf
Die A 432 führt durchgehend in süd- bis südöstlicher Richtung von Les Échets im Norden von Lyon über La Boisse und dem Flughafen Lyon Saint-Exupéry bis nach Saint-Laurent-de-Mure, wo sie in die A 43 mündet. Sie folgt dabei von ihrem Beginn an der Rocade Est (A 46) zum größten Teil dem Trassenverlauf der TGV-Schnellfahrstrecke von Paris nach Marseille.
Bei La Boisse kreuzt sie die A 42 und bietet Anschluss in Richtung Straßburg, Genf und nach Norditalien.

### Bedeutung
Als regionale Zubringerautobahn kommt der A 432 mit der Fertigstellung der Anbindung an die A 46 vor allem Bedeutung als Alternative zur Rocade Est auf der Strecke von Paris nach Turin und Süditalien zu. So wird es dem Fernverkehr in Nord-Ost-Richtung seither effektiv ermöglicht, den Ballungsraum Lyon in weitem Bogen zu umfahren.

### Mautpflicht
Für die A 432 besteht nur auf der nördlichen Teilstrecke vom Autobahnabzweig bei Les Échets und La Boisse Mautpflicht. Die südliche Teilstrecke mit der Anbindung an den Flughafen zwischen dem Autobahnkreuz A 42/A 432 bis zum Autobahnende an der A 43 ist gebührenfrei. Zwei Mautstellen (frz. peage), die eine in La Boisse (Fahrtrichtung Süd) und die andere in Saint-Laurent-de-Mure (Fahrtrichtung Nord), begrenzen diesen Abschnitt.

## Geschichte
Der südliche Teil der A 432, der die A 42 mit der A 43 verbindet, wurde mit dem Bau von zwei Teilstrecken, die jeweils die beiden Autobahnen an den Flughafen Lyon Saint-Exupéry anbinden sollten, begonnen und erst mit dem Lückenschluss zwischen Pusignan und Poulieu im Jahre 2003 fertiggestellt.
Der Bau des nördlichen Teils, der die Rocade Est (A 46) schließlich mit der A 42 verbindet, wurde im Frühjahr 2011 beendet und am 10. Februar für den Verkehr freigegeben. Dieser beinhaltete die Errichtung des 1210 m langen und bis zu 50 m hohen Viaduc de la Côtière (deutsch: Küstenviadukt).

## Chronologie
- 1975: Eröffnung der Teilstrecke Poulieu – Saint-Laurent-de-Mure (A 43) – 20. April
- 1991: Eröffnung der Teilstrecke La Boisse (A 42) – Pusignan – 1. November
- 2003: Eröffnung der Teilstrecke Pusignan – Poulieu – 20. Juni
- 2011: Eröffnung der Teilstrecke Les Échat (A 46) – La Boisse (A 42) – 10. Februar

## Großstädte an der Autobahn
- Lyon